# Кудзира
Вакако Мацумото (松本 和香子, Мацумото Вакако, родилась 1 апреля 1960 года), более известная под своим сценическим именем «Кудзира» (くじら, Кудзира «Кит») — японская актриса озвучивания из Токио. Работает на «81 Produce». Наиболее известные её роли — Отосэ в «Гинтама» и Оротимару в «Наруто». Она также озвучивает Сакуру О̄гами в «Данганромпа» и Леди на скутере в серии «Вы арестованы!».

## Биография
Окончила младшую и старшую среднюю школу Оцума. У неё педагогическое образование, и она говорит, что если бы не стала актёром, то хотела бы стать инструктором по кулинарии, воспитателем детского сада или учителем начальной школы. Она любила актёрское мастерство и в старшей школе посещала драматический кружок, но это была всего лишь клубная деятельность, и она никогда не думала о том, чтобы стать профессионалом. Училась на четвёртом курсе университета, искала работу, после окончания университета, сдавала экзамены на женщину-полицейского и т. д. Однако она всё провалила и волновалась: «У меня нет выбора, так что мне делать?». В то время её мама, которая тоже любила актёрское мастерство и имела опыт написания сценариев, сказала ей, что мне следует попробовать пойти в профессиональную школу.
Когда она училась в школе, она загорелась желанием стать актёром.

## Общественная жизнь
Сценический псевдоним был дан Сигэру Тиба. Ей дали это сценическое имя, потому что «это из-за образа, в котором она плывёт по миру развлечений, хлынув в океан», «это мило и знакомо» и «это могут запомнить даже дети».
Она также участвовала в группе «Бёрстман» ((バーストマン Ба̄сўтоман)), в настоящее время расформированной), которой руководил Тиба.
25 октября 2011 года они объявили в Твиттере, что поженились.
Она много лет дружила с Уко Татибаной через Кенту Кимоцуки и Кадзую Татэкабэ. На протяжении многих лет он снимался вместе со своим наставником Сигэру Тибой во многих работах, но в «Хякусё Кидзоку» они впервые сыграли роль супружеской пары (родителей главного героя Хироси Аракавы).
Она снимается вместе с Токкуном, ютубером, который имитирует ее собственный голос на своем канале YouTube и обращается с ней как с собственной матерью.